# Paul Lukas
Pál Lukács (Budapeste, 26 de maio de 1891 — Tânger, 15 de agosto de 1971), conhecido como Paul Lukas foi um ator americano de origem húngara. Ele se formou na Escola Dramática de Artes. Em 1916 foi para Kosice para ser um ator, em 1918 ele se tornou um ator especializado em comédia. Por dez anos ele foi ator mais popular de sua companhia. Em 1927 se estabeleceu em Hollywood.
Foi casado três vezes: com uma desconhecida de 1916 a 1917; Gizella Benes de 1927 a 1962, o casamento acabou após a morte dela e com Annette M. Driesens, de 7 de Novembro de 1963 até 15 de Agosto de 1971, quando ele morreu por insuficiência cardíaca.
Ganhou cidadania americana em 1933.
Ganhou três prêmios pelo seu trabalho no filme Watch on the Rhine (1943): o Oscar, o Globo de Ouro e o Círculo de Críticos de Nova York, todos na categoria melhor ator.